# Zplyňování
Zplyňování je proces, který přeměňuje organické materiály na hořlavé plyny.

## Zplyňování uhlí
Zplyňování uhlí je průmyslově využíváno už od 19. století. Podle použité technologie mohou být produktem zplyňování
- svítiplyn
- vodní plyn
- generátorový plyn
- vysokopecní plyn
- koksárenský plyn

Tyto plyny jsou získávány buď ve speciálních generátorech, nebo jsou produktem jiných technologických procesů. Nejdůležitějším produktem zplyňování byl svítiplyn, který se od konce 19. do zhruba poloviny 20. století široce využíval k osvětlování a vytápění.
Zplyňování uhlí se také používá v novém typu uhelných tepelných elektráren, nazývaných IGCC (Integrated Gasification Combined Cycle), v nichž se uhlí před spálením nejprve přemění na směs vodíku a oxidu uhelnatého. Tyto elektrárny jsou ekologičtější než ty klasické, protože vzniklý plyn může být očištěn od nežádoucích příměsí.

## Zplyňování biomasy
Ke zplyňování biomasy jsou v současné době používány dva základní způsoby:
- zplyňování v generátorech s pevným ložem,
- zplyňování ve fluidních generátorech.

První z obou metod je jednodušší, méně investičně náročná, avšak je použitelná jen pro malé tepelné výkony. Zplyňování probíhá při nižších teplotách (kolem 500 °C) a za atmosférického tlaku ve vrstvě biomasy. Vzduch jako okysličovací médium proudí bud' v souproudu (směr dolů) nebo v protiproudu (směrem nahoru) vzhledem k postupnému pohybu zplyňovaného biopaliva. Popelové zbytky se odvádějí ze spodní části reaktoru. Nevýhodou tohoto systému je značná tvorba dehtových látek, fenolů apod., jejichž odstranění je pak největším problémem.
U druhé metody probíhá zplyňovací proces při teplotách 850 až 950 °C. Souběžně zde probíhá vývoj ve dvou základních směrech
- zplyňování při atmosférickém tlaku,
- zplyňování v tlakových generátorech při tlaku 1,5 až 2,5 MPa.

Oba způsoby mají své výhody a nevýhody. Tlakové zplyňování biomasy vycházelo bezprostředně z vývoje zplyňovacích technologií uhlí, v nichž byly z mnoha důvodů používány výlučně tlakové generátory. Obecně menší jednotkové výkony zařízení s biomasou a její specifické vlastnosti vedou k tomu, že v současné době je dávána přednost systémům s atmosférickým zplyňováním a s tlakovým zplyňováním se uvažuje až u případných budoucích projektů tepelných centrál s výkony většími než asi 60 MWe.
Výhřevnost vyrobeného plynu se pohybuje v rozmezí 4 až 6 MJ / m3, přičemž tento plyn je bez větších úprav použitelný pro spalování v klasických kotlových hořácích, a po dodatečném vyčištění i ve spalovacích komorách spalovacích turbín a upravených spalovacích motorů.